# ギミック! (ゲーム)
『ギミック!』（Gimmick!）はサン電子（サンソフト）が開発し1992年1月31日に発売したファミリーコンピュータ用の横スクロールアクションゲーム。
2010年6月8日にはプロジェクトEGG向けに配信。2020年12月28日からは、exA-Arcadia対応のアーケードゲーム版『ギミック!EXACT☆MIX』（ギミック!エクサクトミックス）が稼働を開始。2023年7月6日にはシティコネクションより『Gimmick! Special Edition』（ギミック!スペシャルエディション）がNintendo Switch / PlayStation 4 / Xbox One / Steam向けのダウンロードソフトとして発売され、同年12月7日にはパッケージ版がSUPERDELUXE GAMES（日本）およびLimited Run Games（海外）より発売。
2024年には、実に32年越しとなる続編『ギミック! 2』が発売された（PC版は9月5日、コンシューマ機版は12月19日）。続編の音楽にはデビッド・ワイズが参加している。

## 概要
タイトルの「ギミック」は「仕掛け」という意味で、そのタイトル通りプレイヤーの心理を読んだ様々な仕掛けが登場する。説明書ではその開発意図が掲載されている。
横スクロールタイプのアクションゲームで、プレイヤーは主人公「ゆめたろー」を操作し、ゲームを進めていく。Aボタンでのジャンプの他、Bボタンの長押しでエネルギーをためて星を放つことができる。この星は放物線を描きながら地形にバウンドするようになっており、そのまま敵にぶつけて攻撃したり、上に乗って高速で移動する足場にしたりなど様々なことに利用可能（加速度（後述）が0になると消失）。また、3つまでアイテムをストックして、任意に使用（上+B。下で選択）することができる。
各キャラクターには動きの加速度が設定されており、坂道や星を駆使することで加速することができる。攻撃に使用する星も同様で、ゆめたろーの移動やジャンプでの加速度に応じて速度やバウンドの高さが変化する。
体力制と残機制を併用した形となっており、残機は獲得スコアによるエクステンド方式。体力の最大値は増加式となっており、最大4つまで増える。

## アイテム
前述のようにアイテムは3つまでストックする事ができ、下ボタンで選択、上+Bで使用する事ができる。また、アイテムを3つ所持している状態だとアイテムの入ったビンを押すことができるようになり、更にビンを2つ重ねると1UPアイテムへと変化する。
- 薬(ピンク) - 体力を全回復させる。
- 爆弾 - 投げると爆発して広範囲にダメージを与える。
- 貫通弾 - 敵を貫通する弾を発射する。
- 薬(オレンジ) - 体力の最大値が1つアップし、更に体力を全回復させる。体力の最大値は4つまで増えるが、ステージをクリアするとまた最大値は2へと戻る。ストックする事はできない。
- 1UP - 残機が1つ増える。

## ストーリー
とある人間の女の子の誕生日。家族が一緒にそろえる楽しい日にプレゼントの箱を開けた女の子は、出てきた愛らしい姿をしたぬいぐるみをとても気に入った。そのぬいぐるみの様な生き物「ゆめたろー」は、ふらりと立ち寄ったぬいぐるみのお店の中で思わずぬいぐるみの山へと隠れたところ、似た姿のぬいぐるみと間違われてそのまま連れてこられたのであった。
ゆめたろーをめいいっぱい可愛がる女の子を見て、過去の誕生日に毎回贈られたぬいぐるみ達はやきもちと不安を抱いてしまう。とある日の夜、ぬいぐるみ達が動き出し、眠っている女の子を別の空間に連れて行ってしまう。その光景を家具の上から目の当たりにしたゆめたろーは、自身もぬいぐるみ達と女の子を探しに異世界へ向かうのであった。

## ステージ構成
| ステージ | ボス                            | ステージBGM                         |
| -------- | ------------------------------- | ----------------------------------- |
| STAGE1   | 巨大おはぎ                      | HAPPY BIRTHDAY                      |
| STAGE2   | カイゾク                        | GOOD WEATHER                        |
| STAGE3   | やどカマ                        | 前半 - SLOW ILLUSION 後半 - PARADOX |
| STAGE4   | ひよこ                          | PARADIGM                            |
| STAGE5   | レーザー砲台おはぎ&多足歩行メカ | LION HEART                          |
| STAGE6   | 大魔法使いおはぎ                | 前半 - INNOCENT 後半 - CADBURY      |
| STAGE7   | マントの男→英雄                 | SOPHIA (TAKE 2)                     |

各ステージには特殊な工程で進める隠しエリアが存在しており、全てのステージの隠しエリアにある隠しアイテムを入手することでステージ7に進むことが可能となる。

## 他機種版
| No. | タイトル                                 | 発売日                                                 | 対応機種                                                                    | 開発元                           | 発売元                                                                                                 | メディア                                                  | 型式       | 売上本数 | 備考                                     |
| --- | ---------------------------------------- | ------------------------------------------------------ | --------------------------------------------------------------------------- | -------------------------------- | --- | --------------------------------------------------------- | ---------- | -------- | ---------------------------------------- |
| 1   | メモリアル☆シリーズ SUNSOFT Vol.6        | 2002年11月21日                                         | PlayStation                                                                 | サンソフト                       | サンソフト                                                                                             | CD-ROM                                                    | SLPS-03486 | -        | 『バトルフォーミュラ』とのカップリング   |
| 2   | ギミック!                                | 2010年6月8日                                           | Windows                                                                     |                                  | D4エンタープライズ                                                                                     | ダウンロード （プロジェクトEGG）                          | -          | -        |                                          |
| 3   | メモリアル☆シリーズ SUNSOFT Vol.6        | 2010年12月22日                                         | PlayStation 3 PlayStation Portable PlayStation Vita （PlayStation Network） |                                  | サンソフト                                                                                             | ダウンロード （ゲームアーカイブス）                       | -          | -        | PS版をPS3・PSVでプレイ可能にしたDL専売版 |
| 4   | ギミック!EXACT★MIX                       | 2020年12月28日                                         | exA-Arcadia                                                                 | exA-Arcadia                      | | カートリッジ                                              | EXA-019    | -        | アーケード専用のリメイク                 |
| 5   | Gimmick! Special Edition memory clip 003 | ダウンロード版 2023年7月6日 パッケージ版 2023年12月7日 | Nintendo Switch PlayStation 4 Xbox One Steam                                | シティコネクション Bitwave Games | シティコネクション SUPERDELUXE GAMES (パッケージ版 日本販売) Limited Run Games (パッケージ版 海外販売) | ダウンロード Switch専用ゲームカード,BD-ROM (パッケージ版) | -          | -        | ファミコン版の移植                       |

『ギミック!EXACT★MIX』について
基板はexA-Arcadiaを使用。純粋な移植版ではなく映像比率が16:9に調整されグラフィックやゲーム内BGMがグレードアップされているほか、ファミコン版の取扱説明書に文章と簡単なイラストで掲載されていた序盤のストーリーを基にビジュアル化したオープニングデモおよびエンディングデモが追加されている。
本編はオリジナルを踏襲しつつゲームバランスを調整したモードと、「タイムアタックモード」が二つ搭載。プレイ開始時に選択する。
SPECIAL EDITIONについて
DL版販売を担当する「シティコネクション」社が展開する8bit系レトロゲーム移植シリーズ「memoly clip」第3作目。ゲームプレイ中いつでも「クイックセーブ&ロード」およびプレイを数秒前の状態に戻してプレイし直せる「巻き戻し」機能がついた「ノーマルモード」を搭載している。
これらの便利機能が封印され当時そのままの状態でプレイする「シリアスモード」や一刻も早いゲームクリアに挑戦する「スピードランモード」もあり。「シリアスモード」には「実績」 が後付けで全25ポイント実装されており、これを解除する事も目的の一つとなる。「スピードランモード」ではインターネットを利用したワールドランキングも随時確認出来る。

## スタッフ
- ゲーム・デザイナー：酒井智巳
- プログラマー：酒井智巳
- キャラクター・デザイナー：酒井智巳、駕屋ひろゆき
- グラフィック・デザイナー：駕屋ひろゆき
- サウンド・コンポーザー：影山雅司
- サウンド・プログラマー：諸田直久
- スペシャル・サンクス：浅田明弘、瀬谷辰宇、なりたとしひこ
- ディレクター：酒井智巳

## 評価
- ゲーム誌『ファミコン通信』のクロスレビューでは、7・8・5・6の合計26点（満40点）となっており[10][5]、レビュアーの意見としては、「細部まで凝ってるし、敵は敵らしく動いてくれるし、ひさびさによくできたアクションゲームを見たなあという思い。ただし、けっこー難しい。アクションが好きな人じゃないと駄目だと思う」などと評されている[10]。
- ゲーム誌『ファミリーコンピュータMagazine』の読者投票による「ゲーム通信簿」での評価は以下の通り18.5点（満30点）となっている[7]。

| 項目 | キャラクタ | 音楽 | お買得度 | 操作性 | 熱中度 | オリジナリティ | 総合 |
| 得点 | 3.4        | 3.1  | 3.0      | 3.0    | 3.1    | 2.9            | 18.5 |

- 『星のカービィシリーズ』や『大乱闘スマッシュブラザーズシリーズ』などを手がける桜井政博は本作について、本作と同年に発売された『星のカービィ』と比較して「（星のカービィが）パーフェクトに負けた」と語っている[11]。
- 楽曲を担当した影山雅司は、『マリオシリーズ』や『ゼルダの伝説シリーズ』で知られる宮本茂の知人から、宮本が「『ギミック!』は遊べますね」と評価していたという話を聞いている[12]。
- ゲームムック『ハード末期に発売された名作ゲーム集』では「コミカルな世界観とは異なった硬派なアクションゲームとして存分にやり込むことができる」と評されている[9]。

## その他
ファミコン末期の作品であり、かなり流通量が少なかったことから、販売品ソフトであるにもかかわらずカセットのみの中古品が3万円で取引された実績がある。
このゲームはコピーガードが存在し、ステージ7の城に書かれる黒い虫を描画するときに特定のメモリが正常に読み込まれないと「BLACK HOLE」のみ表示される状態になる。